# Jinko Solar
JinkoSolar Holding Co., Ltd. est le plus grand fabricant mondial de panneaux solaires photovoltaïques depuis 2016. Cette entreprise chinoise, dont le siège social est à Shangaï, a commencé sa production en 2006 et est cotée sur le New York Stock Exchange depuis 2010.

## Histoire
JinkoSolar est créé en 2006, lance la fabrication de lingots de silicium en 2007 puis celle des wafers en 2008. Son introduction en bourse de New-York est réalisée en 2010. Elle devient en 2016 le plus grand fabricant mondial de panneaux solaires photovoltaïques. Elle estime sa part de marché mondiale à 12,6 % en 2019.

## Production
Jinko Solar se classe au premier rang mondial des fabricants de panneaux solaires photovoltaïques en 2019 avec des livraisons de 14,3 GWc contre 10,3 GWc pour le numéro 2 JA Solar, également chinois.
Jinko Solar distribue ses produits dans plus de cent pays et annonce une capacité de 11,5 GWc de plaquettes de silicium monocristallin, 10,6 GWc de cellules solaires et 16 GWc de modules solaires, au 31/12/2019. Ses effectifs sont d'environ 15 000 employés dans ses sept usines et ses 14 filiales étrangères.

## Résultats financiers
Les comptes annuels 2019 déposés auprès de la Securities and Exchange Commission font apparaître un chiffre d'affaires de 4 273 M$ (millions de dollars US), un bénéfice brut de 780 M$ et un bénéfice net de 133 M$. Le chiffre d'affaires se répartit en 17,5 % en Chine (Hong-Kong et Taïwan inclus), 24,6 % dans le reste de l'Asie, 25,4 % en Amérique, 17,5 % en Europe et 15 % dans le reste du monde.

## Actionnaires
Au 31/12/2019 :
- directeurs et cadres supérieurs : 25,5 %, dont Xiande Li :12,9 %, Kangping Chen : 8,9 %, Xianhua Li : 3,5 %
- Schroder Investment Management North America Inc et filiales : 11,9 %
- Brilliant Win Holdings Limited : 9,8 %
- Yale Pride Limited : 6,8 %
- Guolao Investments : 5,5 %
- Morgan Stanley : 5,2 %